# Philodendron thalassicum
Philodendron thalassicum är en kallaväxtart som beskrevs av Thomas Bernard Croat och Michael Howard Grayum. Philodendron thalassicum ingår i släktet Philodendron och familjen kallaväxter. Inga underarter finns listade.